# Artjom Andrejewitsch Timofejew
Artjom Andrejewitsch Timofejew (russisch Артём Андреевич Тимофеев; * 12. Januar 1994 in Saratow) ist ein russischer Fußballspieler.

## Karriere

### Verein
Timofejew begann seine Karriere bei Tschertanowo Moskau. Im Januar 2012 wechselte er in die Akademie von Spartak Moskau. Zur Saison 2013/14 rückte er in den Kader der neu geschaffenen Zweitmannschaft Spartaks. Im Juli 2013 stand er gegen Krylja Sowetow Samara auch erstmals im Kader der Profis von Spartak. Für die Profis debütierte er im August 2013 gegen den FC St. Gallen in der Qualifikation zur UEFA Europa League. In der Saison 2013/14 kam er jedoch in der Liga nicht zum Einsatz, für Spartak-2 spielte er elfmal in der drittklassigen Perwenstwo PFL. Im März 2015 gab er gegen den FK Dynamo Moskau schließlich auch sein Debüt in der Premjer-Liga. In der Saison 2014/15 kam er zu drei Erstligaeinsätzen für die Profis, für Spartak-2 kam er zu fünf Drittligaeinsätzen. Mit der Zweitmannschaft stieg er zu Saisonende in die Perwenstwo FNL auf.
In der Saison 2015/16 kam Timofejew für die erste Mannschaft nicht zum Einsatz, für die Zweitmannschaft kam er zu 27 Zweitligaeinsätzen. In der Spielzeit 2016/17 machte der Mittelfeldspieler fünf Spiele in der Premjer-Liga und 13 in der Perwenstwo FNL. Im August 2017 riss er sich im Spiel gegen Arsenal Tula das Kreuzband und fiel bis April 2018 aus. Dadurch bedingt kam er in der Saison 2017/18 nur zu acht Einsätzen für Spartak, zudem spielte er einmal für Spartak-2. Nach weiteren sieben Erstligaeinsätzen für Spartak wurde er im Januar 2019 an den Ligakonkurrenten Krylja Sowetow Samara verliehen. In Samara kam er bis Saisonende zehnmal zum Einsatz. Im Juni 2019 wurde die eigentlich halbjährige Leihe bis zum Ende der Saison 2019/20 verlängert. In der Saison 2019/20 absolvierte er 21 Spiele in der Premjer-Liga, aus der er mit Krylja Sowetow zu Saisonende allerdings abstieg.
Zur Saison 2020/21 wurde er innerhalb der Liga an Achmat Grosny weiterverliehen. Für Grosny kam er während der Leihe zu 26 Einsätzen. Zur Saison 2021/22 kehrte er zunächst zu Spartak zurück, ehe er im Juli 2021 fest von Achmat verpflichtet wurde. In Folge kam er zu weiteren 79 Einsätzen für die Tschetschenen in der Premjer-Liga. Zur Saison 2024/25 wechselte Timofejew zum Ligakonkurrenten Lokomotive Moskau.

### Nationalmannschaft
Timofejew spielte im November 2011 zweimal für die russische U-18-Auswahl. Im März 2013 absolvierte er zwei Partien für die U-19-Mannschaft. Zwischen März 2014 und Juni 2015 kam er zu vier Einsätzen im U-21-Team.